# تلفوس

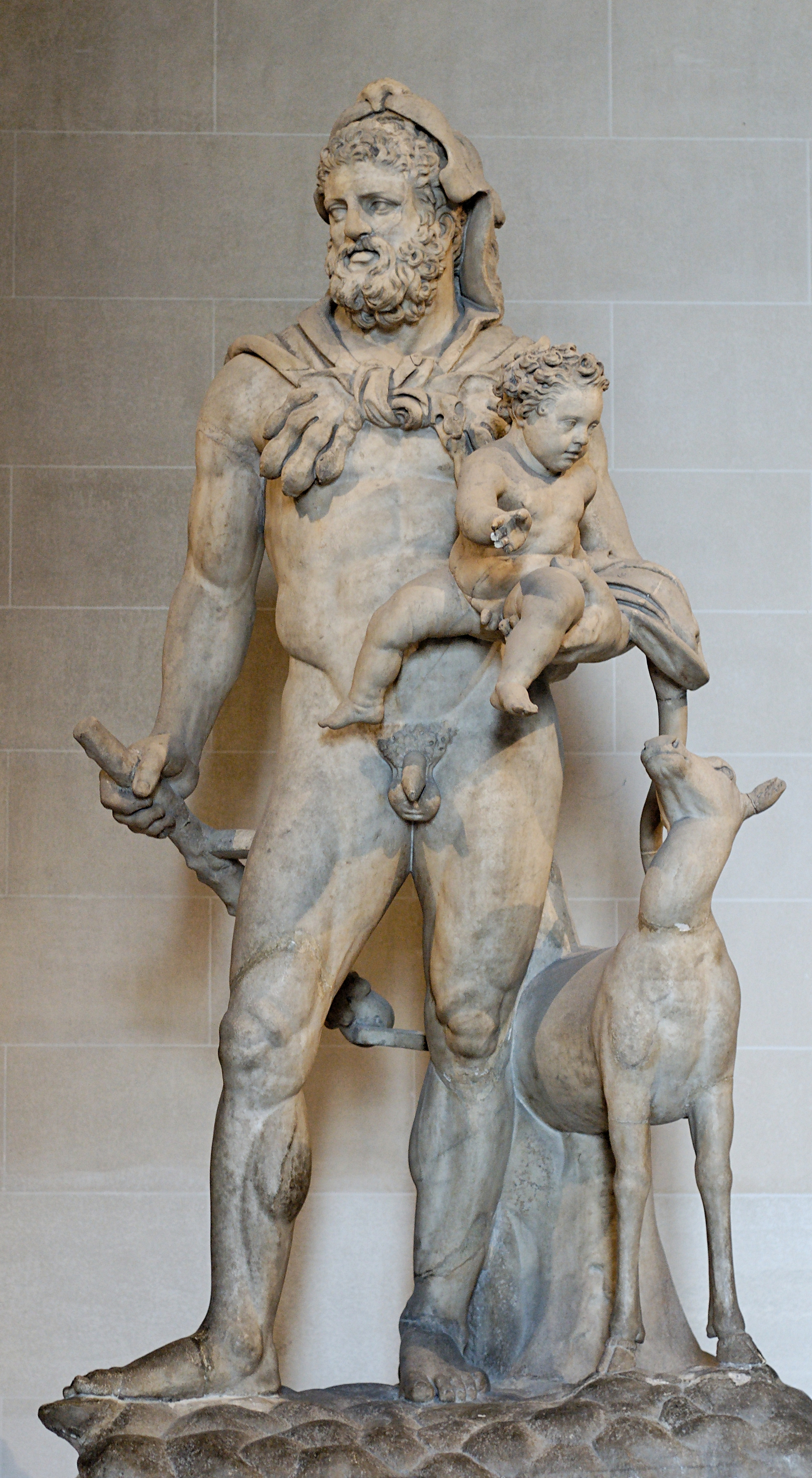
هراکلس همراه با پسرش تلفوس.

تِلِفوس یا تِلِفُس یا تِلِف، (به یونانی: Τήλεφος)، که معنای لغوی آن، «دور از درخشش» یا «دور از تلألؤ» می‌شود، شخصیتی اسطوره ای در میان اساطیر یونان بود. تلفوس یکی از هراکلیداها و پسر هراکلس بود، که به عنوان بنیان‌گذار شهرها، مورد احترام و پرستش قرار داشت. تلفوس، از ادوار دور، یکی از مشهورترین قهرمانان اسطوره‌ای یونان محسوب می‌شد، و در نقاط مختلفی که در آن‌ها جشن‌های مربوط به باکوس، خدای شراب برگزار می‌شد، همواره دارای نقش بود و از وی به عنوان کسی که روحش، از طریق سفر در سراسر سرزمین اصلی یونان، و در سرزمین‌های گراسیا مگنا و ایونیه موجبات آشکاری اتیولوژی اسطوره‌ها را فراهم می‌آورد، یاد می‌شد. به گونه‌ای که وی همراه با قهرمانان دیگر، مجموعه‌ای از اپیفان‌های اپیزودیک پدیدآورده‌اند که آن‌ها را می‌توان حاوی دستورات تاریخی و بیوگرافی‌های عقل گرا، ارزیابی نمود.
تلفوس پسر هراکلس و آئوگه، که یک قدیسه یا روحانی زن خاص معبد آتناآلئا، واقع در تگئا بود، به‌شمار می‌آمد. تلفوس همچنین همسر لائودیکه و پدر اوریپیلوس بود.
او را به عنوان پادشاه تگئا در نظر گرفته بودند، اما به جای آن، وی پادشاه میزیا واقع در آسیای صغیر شد. اهنگامیکه آخائاییان برای غارت تروا و بازگرداندن هلن به اسپارت آمده بودند، تلفوس بوسیلهٔ آن‌ها زخمی شد.
تلفوس، در همراهی با هکتور، هلنوس، دیفوبوس، آئنیاس و ترویلوس، کسانی بودند که هلن را دررفتن به اسپارتا و به نزد منلائوس همراهی کردند، و بنابراین وی یکی از نخستین افراد در میان تمامی تروایی‌ها و متحدین آن‌ها محسوب می‌شد که موفق به رؤیت زیبایی هلن گردید.

## شرح
تِلِف یا تِلِفوس، پادشاه میزی (میزیا) و فرزند هراکلس بود. وقتی اودیسه، آشیل را به بندر آلیس (آئولیس) که سپاهیان یونان در آن جمع بودند آورد، آگاممنون احساس کرد که حالا می‌تواند دست به جنگ بزرگی با ترویائی‌ها بزند. حالا تمام پهلوانان یونانی با سربازان، ارابه‌ها و اسبانشان در اختیار او بودند. به سبب اینکه آشیل پسر نمف دریا، تتیس بود، آگاممنون او را دریاسالار ناوگان دریائی کرد و چون می‌دانست کسی راه ترویا را نمی‌داند، حدس زد که تتیس، فرزند خود، آشیل را هدایت خواهد کرد.
امّا آشیل ناوگان را بیش از اندازه به طرف جنوب هدایت کرد و سرانجام نیروهای یونانی اشتباهاً در میزی پیاده شدند. تلفوس به محض با خبر شدن از ورود مهاجمان، سربازان خود را جمع و با یونانیان شروع به جنگ کرد. وی بسیاری را در این جنگ کشت، اما به روایتی به محض پیدا شدن آشیل، فرار را بر قرار ترجیح داد و به روایت دیگر، در بحبوحهٔ جنگ خونین، آشیل نیزهٔ خود را بالا برد و به وی حمله کرد و تلفوس نیز از دیدن او گریخت. تلفوس همانطورکه در گریز از دست آشیل می‌دوید، روی بوتهٔ درخت انگوری لغزید و بعد توسط آشیل زخمی شد.
تلف می‌دانست که زخم او، تنها توسط کسی بهبود خواهد یافت که او را زخمی‌کرده‌است، این بود که مدتی بعد و پس از حوادث زیاد و متعدد، تلفوس از آشیل درخواست کمک کرد و آشیل نیز برای جبران رنجی که خود او به وجود آورده بود، به او کمک کرد تا از آن زخم خلاص شود. البته روایتی هست که می‌گوید: تلفوس، به شرط آنکه آشیل او را معالجه کند، قبول کرد که راهنمای یونانیان در جنگ تروا باشد. بدینسان آشیل به درمان او پرداخت و مقداری از زنگ نیزه خود را، روی زخم تلفوس گذاشت. تلف نیز پس از شفا یافتن آن‌ها را تا ترویا راهنمون شد.
در روایت معمول‌تر گفته شده که آشیل برای درمان تلفوس، با راهنمایی یک پیشگو، مقداری از زنگ نیزهٔ خود را تراشید و روی زخم ریخت و بدین ترتیب تلفوس، فوراً سلامتی خویش را بازیافت.